# Pentax K10D
*ist DS2 K20D
Le Pentax K10D est un reflex numérique au format APS-C à objectif interchangeable (baïonnette K) fabriqué par Pentax.
Le successeur du K10D est annoncé le 24 janvier 2008 : le K20D.

## Caractéristiques
- Capteur APS-C 23,5 × 15,7 mm stabilisé mécaniquement (stabilisateur SR 'Shake Reduction')
- Capteur 10,2 mégapixel effectif
- Convertisseur 22 bits
- Processeur d'images 'PRIME' (Pentax Real Image Engine), combiné à de la mémoire DDR2 800 MHz
- Nettoyage anti-poussière par vibrations
- Boîtier Tropicalisé en acier inoxydable (72 joints au total)
- Viseur à pentaprisme en verre à grossissement 0,95x
- Jusqu'à 3 images par seconde en mode rafale JPEG 10 mégapixels
- Autofocus à 11 collimateurs sélectionnables individuellement
- Compatible avec tous les objectifs Pentax (sauf certaines restrictions pour certains modèles)
- Écran LCD de 2,5"
- Fonctionne avec une batterie lithium-ion (Li-ion)
- Enregistrement au format RAW, JPEG, RAW+JPEG
- Réglages de sensibilité auto ou manuel de 100 à 1600 ISO
- Compatible avec la télécommande IR de déclenchement Pentax
- Contrôle des flashs externes à partir du flash intégré sans fils

### Accessoires
- Une poignée pouvant contenir une batterie et un emplacement pour stocker une deuxième carte mémoire (qui n'est pas connectée à l'appareil)

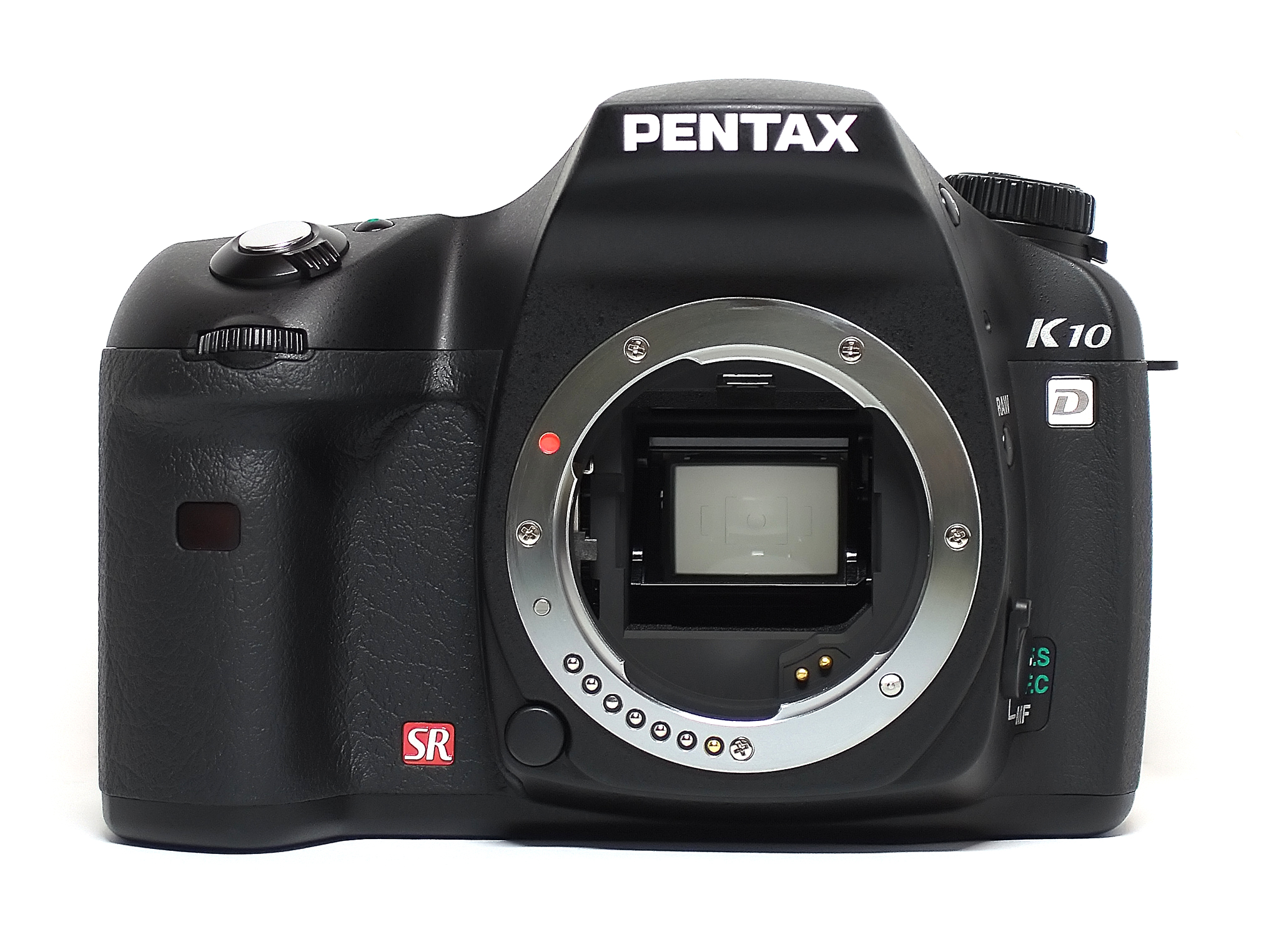
Boitier nu.
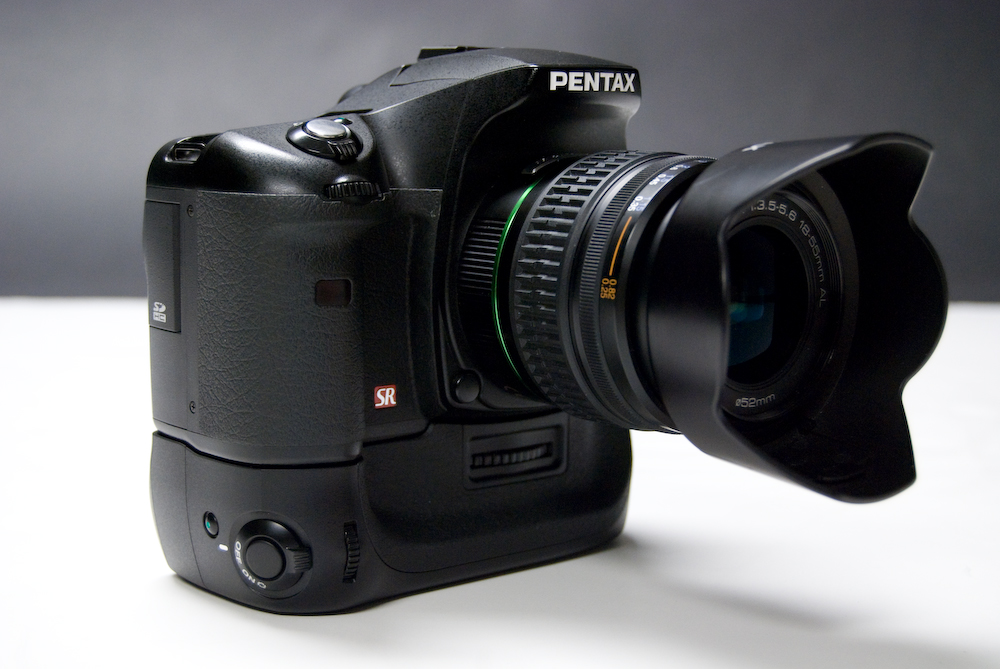
Boitier avec poignée d'alimentation.
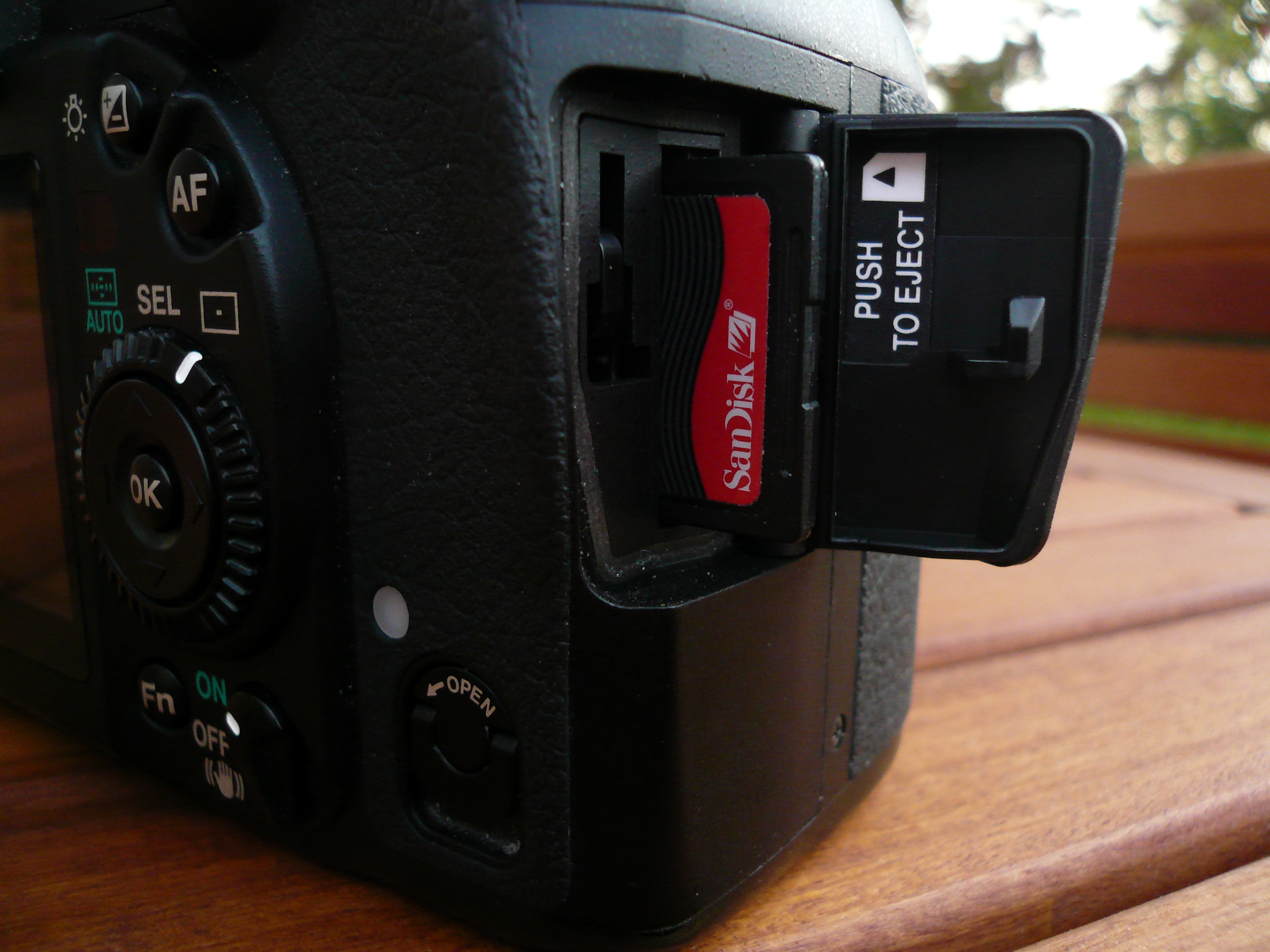
Carte SD.

## Marché
Le Pentax K10D est un appareil photo classé dans la catégorie expert : ses caractéristiques en font un excellent appareil dans cette gamme (tropicalisation, viseur de qualité, pas de modes de prise de vue de type "pictogramme"…) et son prix est davantage grand public.